# Legge di Lambert-Beer
In ottica la legge di Lambert-Beer, conosciuta anche come legge di Beer-Lambert o Legge di Beer-Lambert-Bouguer, è una relazione empirica che correla la quantità di luce assorbita da un materiale, alla concentrazione e allo spessore del materiale stesso attraversato.

## Storia
Una prima formulazione di questa legge fu data da Pierre Bouguer nel 1729, ma la legge è associata al nome di Johann Heinrich Lambert, il quale però nel suo Photometria del 1760 citò il trattato di Bouguer. L'enunciato di Lambert afferma che l'assorbanza di un campione di materiale è direttamente proporzionale al suo spessore. Molto più tardi, nel 1852, August Beer scoprì una diversa relazione e affermò che l'assorbanza è proporzionale alla concentrazione della specie assorbente contenuta nel campione. La forma moderna della legge di Lambert-Beer combina questi due enunciati correlando l'assorbanza sia alla concentrazione della specie assorbente che alla lunghezza del cammino ottico nel materiale.

## Descrizione
Quando un fascio di luce (monocromatica) di intensità I0 attraversa uno strato di spessore l di un mezzo, una parte di esso viene assorbita dal mezzo stesso e una parte ne viene trasmessa con intensità residua I1.
Il rapporto tra le intensità della luce trasmessa e incidente sul mezzo attraversato è espresso dalla seguente relazione (si veda dimostrazione seguente)
{\displaystyle T={\frac {I_{1}}{I_{0}}}=\mathrm {e} ^{-k_{\lambda }l}=\mathrm {e} ^{-A}}
dove kλ è il coefficiente di attenuazione (che è una costante tipica del mezzo attraversato e dipende dalla lunghezza d'onda λ) e l è lo spessore di soluzione attraversata.
Definita quindi la trasmittanza (T) come il rapporto I1/I0 e come assorbanza (A) l'opposto del logaritmo naturale della trasmittanza, la legge assume una forma ancora più semplificata:
{\displaystyle A=k_{\lambda }l\;}
che per una soluzione viene ulteriormente modificata in
{\displaystyle A=\varepsilon _{\lambda }l\ M;}
dove ελ è detto coefficiente di assorbimento molare, M è la molarità della soluzione e l è il cammino geometrico. Il valore di ελ è considerato costante per una data sostanza a una data lunghezza d'onda, benché possa subire lievi variazioni con la temperatura. Inoltre, la sua costanza è garantita solo all'interno di un dato intervallo di concentrazioni, al di sopra delle quali la linearità tra assorbanza e concentrazione può essere inficiata da fenomeni chimico-fisici (ad esempio la precipitazione della specie chimica colorata).
La misura dell'assorbanza di soluzioni chimiche a lunghezze d'onda tipiche è il principio su cui si basa l'analisi per spettrofotometria.

## Dimostrazione della legge di attenuazione dell'intensità luminosa
Si può derivare la legge di attenuazione dell'intensità luminosa di un fascio di radiazione elettromagnetica monocromatica con intensità iniziale {\displaystyle I_{0}} dalle seguenti assunzioni:
- si suppone che il fascio viaggi parallelo a un asse di riferimento {\displaystyle x};
- si possa definire una intensità locale funzione della distanza {\displaystyle I=I(x)};
- l'attenuazione di intensità {\displaystyle dI} sia proporzionale all'intensità {\displaystyle I}, alla concentrazione molare del campione {\displaystyle M}, al cammino infinitesimo {\displaystyle dx} attraverso un certo coefficiente {\displaystyle \varepsilon _{\lambda }'}

Si ottiene la seguente relazione differenziale:
{\displaystyle dI=-\varepsilon _{\lambda }MIdx}.
Questa è un'equazione differenziale a variabili separabili, quindi può essere integrata, ottenendo:
{\displaystyle \ln \left({\frac {I_{1}}{I_{0}}}\right)=-\varepsilon _{\lambda }Ml}
e infine:
{\displaystyle I_{1}=I_{0}e^{-\varepsilon _{\lambda }lM}=I_{0}10^{-\varepsilon _{\lambda }'lM}=I_{0}e^{-A}}
avendo ridefinito {\displaystyle \varepsilon _{\lambda }=\varepsilon _{\lambda }'\ln 10}.